# Wotum zaufania
Wotum zaufania – podjęta w specjalnym głosowaniu uchwała parlamentu w systemie rządów parlamentarno-gabinetowych, wyrażająca zaufanie do działalności rządu (bądź pojedynczych jego członków) kończąca proces powoływania rządu lub aprobująca jego bieżącą działalność.

## Procedura w Polsce
Wotum zaufania to jedna z form kontroli Rady Ministrów oraz konkretnych jej członków przez Sejm. Powołany przez Prezydenta (w drodze art. 154 ust. 1 lub art. 155 ust. 1 Konstytucji RP) lub Sejm (art. 154 ust. 3 Konstytucji RP) Prezes Rady Ministrów musi uzyskać dla swojego rządu wotum zaufania. W warunkach systemu parlamentarno-gabinetowego funkcjonowanie rządu jest uzależnione od uzyskania zaufania parlamentu (w Polsce Sejmu). Dlatego, niezależnie od tego, w którym kroku konstytucyjnym Prezydent powołał rząd, musi on ubiegać się o aprobatę Sejmu.
Ubieganie się o wotum zaufania może przybierać różne formy. Nowo powołany rząd obligatoryjnie musi uzyskać wotum zaufania, jednak Prezes Rady Ministrów może w każdej chwili wystąpić do Sejmu z wnioskiem o powtórne udzielenie wotum zaufania.

### Wotum zaufania po powołaniu rządu
Po powołaniu rządu przez Prezydenta (art. 154 ust. 1 Konstytucji RP) premier ma 14 dni na uzyskanie wotum zaufania dla siebie i ministrów od Sejmu, wyrażonego bezwzględną większością głosów w obecności co najmniej połowy ustawowej liczby posłów. Jest to tzw. "pierwszy krok konstytucyjny".
Jeżeli nie dojdzie do uchwalenia wotum zaufania w tym trybie, premier podaje rząd do dymisji, a Sejm ma 14 dni na znalezienie nowego kandydata na premiera (art. 154 ust. 3 Konstytucji RP). Musi on uzyskać wotum zaufania dla siebie i swoich ministrów wyrażone bezwzględną większością głosów w obecności co najmniej połowy ustawowej liczby posłów. Jest to tzw. "drugi krok konstytucyjny". Prezydent RP powołuje tak wybraną Radę Ministrów i odbiera przysięgę od jej członków.
Jeżeli jednak w poprzednim trybie także nie dojdzie do wybrania Rady Ministrów, inicjatywa powraca do Prezydenta (art. 155 ust. 1 Konstytucji RP). Powołuje on w ciągu 14 dni Prezesa Rady Ministrów i na jego wniosek pozostałych członków rządu. Sejm w ciągu 14 dni od powołania udziela wotum zaufania zwykłą większością głosów w obecności co najmniej połowy ustawowej liczby posłów. Jest to tzw. "trzeci krok konstytucyjny".
Jeżeli jednak i w tym trybie nie uda się rządowi uzyskać wotum zaufania Sejmu, Prezydent RP skraca kadencję Sejmu i zarządza wybory (art. 155 ust. 2 Konstytucji RP).

### Wotum zaufania na wniosek Prezesa Rady Ministrów
W każdym momencie Prezes Rady Ministrów może zwrócić się do Sejmu o udzielenie wotum zaufania. Dzieje się tak w przypadku, gdy np. rząd chce uzyskać większą aprobatę dla prowadzonej przez siebie polityki zagranicznej czy krajowej. Sejm udziela wotum zaufania zwykłą większością głosów w obecności co najmniej połowy ustawowej liczby posłów. Niepoparcie przez Sejm wniosku o udzielenie wotum zaufania obliguje Prezesa Rady Ministrów do złożenia dymisji na ręce Prezydenta RP.
W historii III RP miało miejsce 7 głosowań nad wotum zaufania na wniosek Prezesa Rady Ministrów (w kolejności głosy za, przeciw, wstrzymujące się, nie głosowało):
| Data                 | Wnioskujący premier | Głosy | Głosy   | Głosy          | Głosy         | Wynik wotum zaufania |
| Data                 | Wnioskujący premier | Za    | Przeciw | Wstrzymali się | Nie głosowali | Wynik wotum zaufania |
| -------------------- | ------------------- | ----- | ------- | -------------- | ------------- | -------------------- |
| 13 czerwca 2003      | Leszek Miller       | 236   | 213     | 0              | 11            | Podtrzymano          |
| 15 października 2004 | Marek Belka         | 234   | 218     | 0              | 8             | Podtrzymano          |
| 12 października 2012 | Donald Tusk         | 233   | 219     | 0              | 8             | Podtrzymano          |
| 25 czerwca 2014      | Donald Tusk         | 237   | 203     | 0              | 20            | Podtrzymano          |
| 12 grudnia 2018      | Mateusz Morawiecki  | 231   | 181     | 2              | 45            | Podtrzymano          |
| 4 czerwca 2020       | Mateusz Morawiecki  | 235   | 219     | 2              | 4             | Podtrzymano          |
| 11 czerwca 2025      | Donald Tusk         | 243   | 210     | 0              | 7             | Podtrzymano          |